# База (машинобудування)
Ба́за (у машинобудуванні) — поверхня або поєднання поверхонь, вісь, точка, яка належить заготовці або виробу та використовується для надання заготовці чи виробу потрібного положення відносно вибраної системи координат.
Процес надання заготовці або виробу потрібного положення відносно вибраної системи координат має назву «базування».
База може бути:
- проектною — база, обрана при проектуванні: самого виробу, технологічного процесу його виготовлення чи ремонту цього виробу.
- дійсною — база, що фактично використовується в конструкції: при виготовленні, експлуатації або ремонті виробу.

## Основи базування

Правило 6-ти точок:
1-6 — двосторонні в'язі; I, II, III — бази деталі

З механіки відомо, що тверде тіло має шість ступенів вільності: три пов'язані з переміщенням тіла уздовж трьох взаємно перпендикулярних осей координат OX, OY, OZ і три — з можливим його поворотом відносно цих осей. При установці деталі для обробки кожен зі ступенів вільності пов'язується шляхом притиску деталі до відповідної нерухомої точки (опори). Кожна опора зв'язує один ступінь вільності деталі, отже для позбавлення деталі всіх ступенів вільності необхідно, щоб у пристрою було шість нерухомих опорних точок (правило шести точок). При порушенні правила шести точок настає невизначеність базування.
Ці точки знаходяться в трьох взаємно перпендикулярних площинах (базах) I, II та III: точки 1, 2 і 3, розташовані в площині XOY, позбавляють деталь трьох ступенів вільності — можливості переміщувати уздовж осі OZ і обертатися навколо осей OX, OY; точки 4 і 5, розташовані в площині XOZ, позбавляють деталь двох ступенів вільності — можливості переміщувати уздовж осі OY і обертатися навколо осі OZ; точка 6, розташована на площині YOZ, позбавляє деталь шостого ступеня вільності — можливості переміщувати уздовж осі OX. Сили затиску, що діють у напрямках, перпендикулярних до трьох площин, притискають деталь до шести нерухомих опор. Число нерухомих опор у пристрою не повинне бути більше шести, тому що в протилежному випадку створюється хитке положення оброблюваної деталі в пристрої.

## Класифікація баз

### За призначенням
Конструкторська база — база, яка використовується для визначення положення деталі чи складальної одиниці у виробі. Вона буває
- основна — конструкторська база даної деталі чи складальної одиниці, що використовується для визначення їх положення у виробі.
- допоміжна — конструкторська база даної деталі чи складальної одиниці, яка використовується для визначення положення приєднуваного до них виробу.

Конструкторські бази використовують конструктори для забезпечення правильного виконання службового призначення деталі та складальники, що виконують складання виробу з окремих деталей.
Технологічна база — база, яка використовується для визначення положення заготовки чи виробу в процесі виготовлення або ремонту. Технологічні бази поділяють на:
- чорнові — бази, які використовують на першій операції механічної обробки. Ці бази призначені для підготовки чистових баз. Чорнові бази використовують тільки один раз, на першій технологічній операції;
- чистові — бази, що використовуються для чистової обробки.

Технологічними базами користуються технологи при розробленні схем базування для забезпечення точності виготовлення виробів, конструктори технологічного оснащення та безпосередньо робітники при встановленні зоготовки для механічної обробки її поверхонь.
Вимірювальна база — база, яка використовується для визначення відносного положення заготовки чи виробу та засобів вимірювання.
Вимірювальні бази задають конструктори при розробці креслеників деталей та використовуються при перевірці точності виготовлення деталей.

### За числом позбавлених ступенів вільності
Установна база — база, що використовується для накладення на заготовку чи виріб зв'язків, які позбавляють їх трьох ступенів вільності — переміщення уздовж однієї координатної осі та повертання навколо двох інших осей.
Напрямна база — база, що використовується для накладення на заготовку чи виріб зв'язків, які позбавляють їх двох ступенів вільності — переміщення уздовж однієї координатної осі та повертання навколо іншої осі.
Опорна база — база, що використовується для накладення на заготовку чи виріб зв'язків, які позбавляють їх одного ступеня вільності — переміщення уздовж однієї координатної осі або повертання навколо осі.
Подвійна напрямна база — база, що використовується для накладення на заготовку або виріб зв'язків, які позбавляють їх чотирьох ступенів вільності — переміщень уздовж двох координатних осей та повертання навколо цих осей.
Подвійна опорна база — база, що використовується для накладення на заготовку чи виріб зв'язків, які позбавляють їх двох ступенів вільності — переміщень уздовж двох координатних осей.

### За характером прояву
Прихована база — база у вигляді уявної площини, осі чи точки.
Явна база — база у вигляді реальної поверхні, розмічальної риски або точки перетину рисок.

## Схема базування
Схему розташування опорних точок деталі на базах деталі або заготовки називають схемою базування.
Сукупність трьох баз, що позбавляє тіло шести ступенів вільності, називається комплектом баз.
Опорна точка — точка, що символізує один із зв'язків заготовки або виробу з обраною системою координат.
Всі опорні точки на схемі базування позначаються умовними познаками і порядковими номерами. При накладенні в якійсь проєкції однієї опорної точки на іншу, позначається одна точка і біля неї справа проставляються номери суміщених точок. Нумерація точок на схемах базування починається з головної бази (настановна або подвійна напрямна). Потім нумеруються точки напрямної або подвійний опорної бази і останньою точка, що належить опорній базі.
Явні точки нумеруються усередині однієї бази у першу чергу.
Схема базування (установки) є технічним завданням на проектування пристрою для закріплення заготовки. При цьому, на операційному ескізі на поверхнях заготовки можуть зазначатися опорні точки (схема базування) за ГОСТ 21495-76 або умовні познаки схем встановлення за ГОСТ 3.1107-81  